# قرار الجمعية العامة للأمم المتحدة ES-10/21
قرار الجمعية العامة للأمم المتحدة ES-10/21 هو قرار صادر عن الجمعية العامة للأمم المتحدة تدعو فيه إلى هدنة إنسانية "فورية ومستدامة" ووقف الأعمال العدائية في الحرب الفلسطينية الإسرائيلية عام 2023. يدين القرار "جميع أعمال العنف التي تستهدف المدنيين الفلسطينيين والإسرائيليين" و"يطالب جميع الأطراف بالامتثال الفوري والكامل لالتزاماتهم بموجب القانون الدولي".
اعتمد القرار الذي قدمته الأردن بأغلبية 121 صوتًا مع القرار مقابل 14 صوتًا ضده، مع امتناع 44 عضوًا وغياب 14 عضوًا عن التصويت. رعى القرار 47 دولة.

## جدول نتيجة التصويت
ذكر العراق أن مشكلة فنية في جهاز التصويت الإلكتروني أدى إلى تقديم تصويتها بشكل غير صحيح، حيث كان إجمالي عدد الدول المصوتة لصالح القرار 120 دولة.
| تصويت | عدد | البلدان |
| ----- | --- | --- |
| مؤيد  | 121 | أفغانستان، الجزائر، أندورا، أنغولا، أنتيغوا وباربودا، الأرجنتين، أرمينيا، أذربيجان، جزر البهاما، البحرين، بنغلاديش، باربادوس، روسيا البيضاء، بلجيكا، بليز، بوتان، بوليفيا، البوسنة والهرسك، بوتسوانا، البرازيل، بروناي، جمهورية إفريقيا الوسطى، تشاد، تشيلي، جمهورية الصين الشعبية، كولومبيا، جزر القمر، جمهورية الكونغو، كوستاريكا، ساحل العاج، كوبا، جمهورية كوريا الديمقراطية الشعبية، جمهورية الكونغو الديمقراطية، جيبوتي، دومينيكا، جمهورية الدومينيكان، الإكوادور، مصر، السلفادور، غينيا الاستوائية، إريتريا، فرنسا، الغابون، غامبيا، غانا، غرينادا، غينيا، غينيا بيساو، غيانا، هندوراس، إندونيسيا، إيران، العراق، أيرلندا، الأردن، كازاخستان، كينيا، الكويت، قيرغيزستان، لاوس، لبنان، ليسوتو، ليبيا، لوكسمبورغ، مدغشقر، مالاوي، ماليزيا، المالديف، مالي، مالطا، موريتانيا، موريشيوس، المكسيك، منغوليا، الجبل الأسود، المغرب، موزمبيق، ناميبيا، نيبال، نيوزيلندا، نيكاراغوا، النيجر، نيجيريا، النرويج، عمان، باكستان، بيرو، البرتغال، قطر، الاتحاد الروسي، سانت كيتس ونيفيس، سانت فينسنت والغرينادين، سانت لوسيا، السعودية، السنغال، سيراليون، سنغافورة، سلوفينيا، الصومال، جنوب أفريقيا، إسبانيا، سريلانكا، السودان، سورينام، سويسرا، سوريا، طاجيكستان، تايلاند، تيمور الشرقية، ترينيداد وتوباغو، تركيا، أوغندا، الإمارات العربية المتحدة، تنزانيا، أوزبكستان، فيتنام، اليمن، زيمبابوي |
| معارض | 14  | النمسا، كرواتيا، جمهورية التشيك، فيجي، غواتيمالا، المجر، إسرائيل، جزر مارشال، ولايات ميكرونيزيا المتحدة، ناورو، بابوا غينيا الجديدة، باراغواي، تونغا، الولايات المتحدة |
| ممتنع | 44  | ألبانيا، ، ، أستراليا، بلغاريا، الرأس الأخضر، الكاميرون، كندا، قبرص، الدنمارك، إستونيا، إثيوبيا، فنلندا، جورجيا، ألمانيا، اليونان، هايتي، آيسلندا، الهند، إيطاليا، اليابان، كيريباتي، لاتفيا، ليتوانيا، موناكو، هولندا، مقدونيا، بالاو، بنما، الفلبين، بولندا، كوريا الجنوبية، مولدوفا، رومانيا، سان مارينو، صربيا، سلوفاكيا، جنوب السودان، السويد، تونس، توفالو، أوكرانيا، المملكة المتحدة، الأوروغواي، فانواتو، زامبيا |
| غائب  | 14  | بنين، بوركينا فاسو، بوروندي، كمبوديا، إسواتيني، جامايكا، ليبيريا، رواندا، ساموا، ساو تومي وبرينسيب، سيشل، توغو، تركمانستان، فنزويلا |

## ردود الفعل
ذكرت صحيفة الغارديان أن الولايات المتحدة وإسرائيل بدتا معزولتين بعد أن انضمت إليهما 12 دولة فقط في معارضة الاقتراح، نصفها جزر في المحيط الهادئ. أدان مندوب إسرائيل جلعاد إردان لدى الأمم المتحدة القرار، مدعيًا أن الأمم المتحدة "لم تعد تحمل ولو ذرة واحدة من الشرعية أو الأهمية"، بينما انتقدت ممثلة الولايات المتحدة ليندا توماس-غرينفيلد القرار ووصفته بأنه "شائن". بالإضافة إلى ذلك، أعرب أولوف سكوج، المراقب الدائم للاتحاد الأوروبي، عن أسفه لاستخدام حق النقض ضد قرار مجلس الأمن التابع للأمم المتحدة، كما أشار ممثلو دولة فلسطين وتركيا وقطر وسوريا وغانا وفرنسا وروسيا وإيران ومصر. دعمهم للقرار، في حين دعا ممثل جامايكا بريان كريستوفر مانلي والاس جميع الأطراف إلى إنهاء الصراع، ودعا الممثل الفنزويلي خواكين ألبرتو بيريز أيستاران، متحدثًا نيابة عن مجموعة الأصدقاء للدفاع عن ميثاق الأمم المتحدة، إسرائيل إلى الالتزام بالقانون الدولي. وفي بيان يوضح أسباب التصويت بنعم، أشار الوفد السويسري إلى أنه يدين هجمات حركة حماس والتعديل الكندي، لكنه يؤيد القرار لأنه يستجيب لحاجة السماح بوصول المساعدات الإنسانية إلى سكان قطاع غزة. كما وصف الوفد الأمريكي القرار بأنه "معيب للغاية". وذكر طارق لاديب، السفير التونسي لدى الأمم المتحدة، أن تونس امتنعت عن التصويت على القرار لأنها فشلت في إدانة جرائم الحرب والإبادة الجماعية ضد الفلسطينيين على يد القوات الإسرائيلية.